# Antoine Ponchard
Louis-Antoine-Eléonor Ponchard est un chanteur d'opéra (ténor) et pédagogue français né le 31 août 1787 à Paris et mort le 6 janvier 1866 à Paris 2e.

## Biographie
Fils d'un maître de musique, Antoine Ponchard, et de Cécile Elisabeth Prévost, Antoine Ponchard débute en 1812 dans l'opéra L'Ami de la maison de Grétry. En 1825, il chante le rôle principal − George Brown − lors de la première de La Dame blanche de Boïeldieu. Il participe aussi aux premières des opéras de Boïeldieu Le Petit Chaperon rouge et Les Deux Nuits, de Joconde de Nicolas Isouard, Masaniello de Michele Carafa, Zémire et Azor de Grétry ainsi que de nombreux opéras d'Auber, comme Le Concert à la cour ou la Débutante.
Ponchard enseigne le chant au conservatoire de Lille. Parmi ses élèves, on compte Auguste Andrade, Henri-Bernard Dabadie, Jean-Baptiste Faure, Mario, Louis-Henri Obin, Rosine Stoltz, Jean-Baptiste Weckerlin, Gustave-Hippolyte Roger, Geneviève-Aimé-Zoë Prévost ainsi que son fils Charles (1824-1891) qui sera également connu comme chanteur et professeur au Conservatoire.
Il est inhumé au cimetière du Père-Lachaise (11e division).

## Distinctions

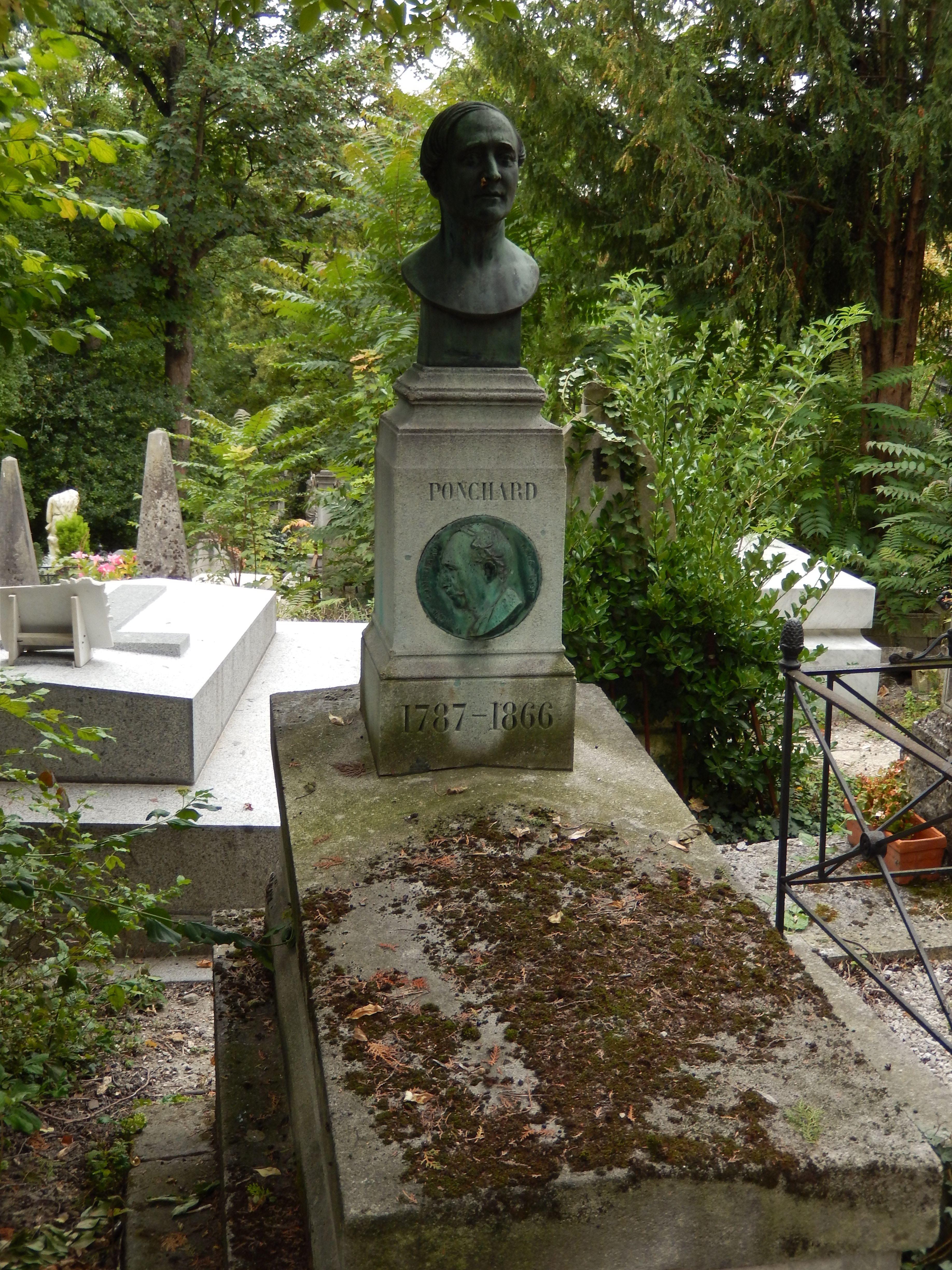
Tombe de Louis Ponchard (cimetière du Père Lachaise, division 11)

- Chevalier de la Légion d'honneur (décret du 27 avril 1845). Parrain : Claude-Philibert Barthelot de Rambuteau, pair de France, conseiller d’État, préfet de la Seine[5].
- Chevalier de l'ordre de la Couronne de chêne[n 2].